# Gmina Ulëz
Gmina Ulëz (alb. Komuna Ulëz) – gmina  położona w środkowej części Albanii. Administracyjnie należy do okręgu Mat w obwodzie Dibra. W 2011 roku populacja gminy wynosiła 1229 w tym 622 kobiet oraz 607 mężczyzn, z czego Albańczycy stanowili 97,80% mieszkańców.
W skład gminy wchodzi sześć miejscowości: Ulza, Kokërdhok, Stojan, Madhesht, Lundër, Bushkash.